# Ladislav Kučera
Ladislav Kučera – czeski pilot rajdowy.

## Biografia
Startuje jako pilot rajdowy od 1997 roku, głównie w rajdach samochodowych organizowanych na terenie Republiki Czeskiej. Był pilotem m.in. Lubomíra Minaříka, Pavla Glogra, Miloša Vágnera, Antonína Tlusťáka oraz Tomáša Kostki, z którym ośmiokrotnie zajął pierwsze miejsce w rajdach w Czechach oraz na Słowacji.
W latach 2014–2016 był pilotem Antonína Tlusťáka, który startował w Rajdowych Mistrzostwach Europy, rywalizując Škodą Fabia S2000 w sezonach 2014 i 2015, a następnie Škodą Fabia R5 w sezonie 2016. Od 2016 roku czterokrotnie startował z Tomášem Kostką w Rajdach Barum w ramach Rajdowych Mistrzostw Europy, zajmując drugie miejsce w 46. edycji rajdu w sezonie 2016 oraz czwarte miejsce w 47. i 49. edycji w sezonach 2017 i 2019, rywalizując Škoda Fabia R5 (od 2019 roku Škoda Fabia Rally2 evo, zgodnie z nową terminologią wprowadzoną przez FIA).

## Galeria

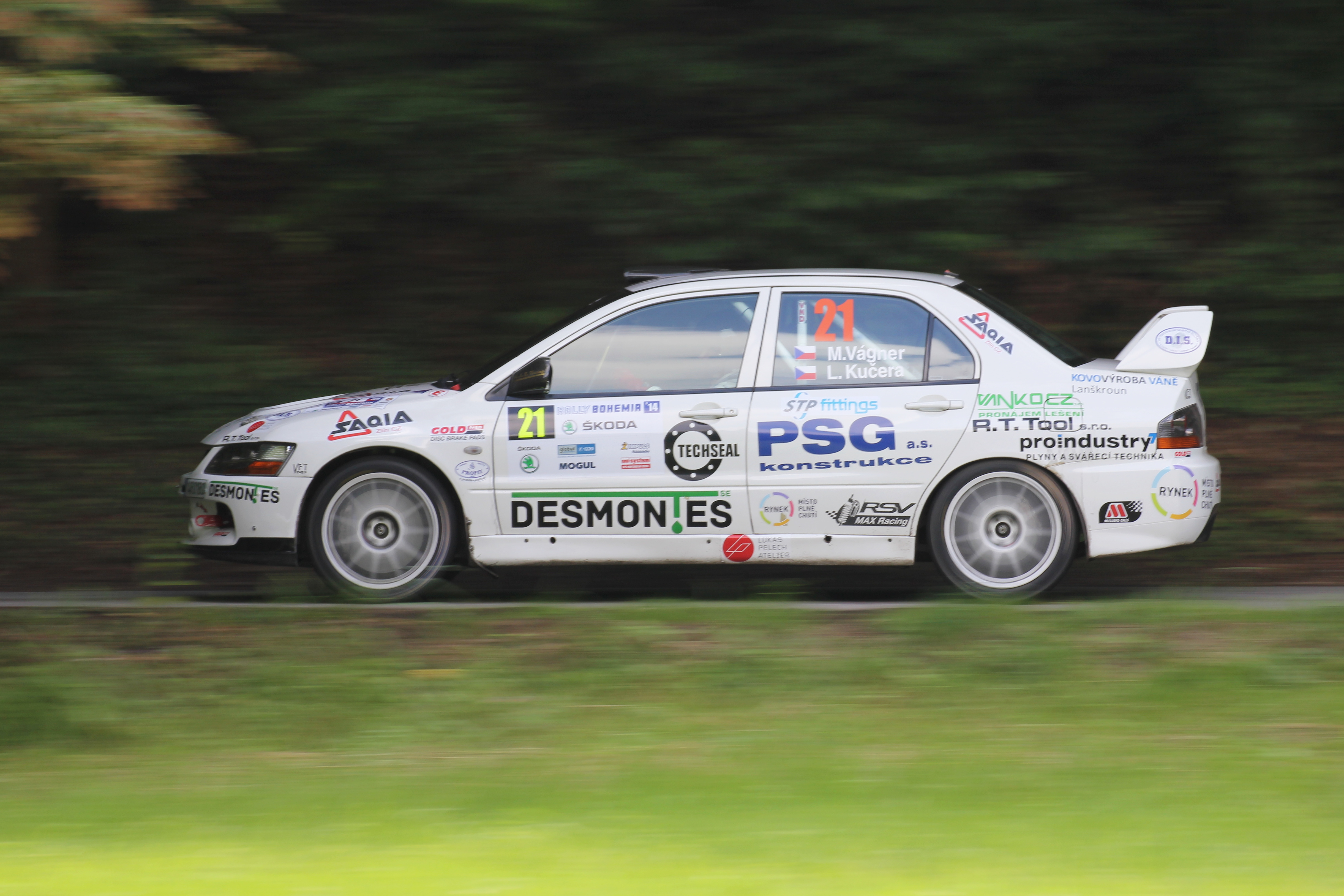
Ladislav Kučera oraz Miloš Vágner rywalizujący Mitsubishi Lancer Evolution IX w Rajdzie Bohemia 2014
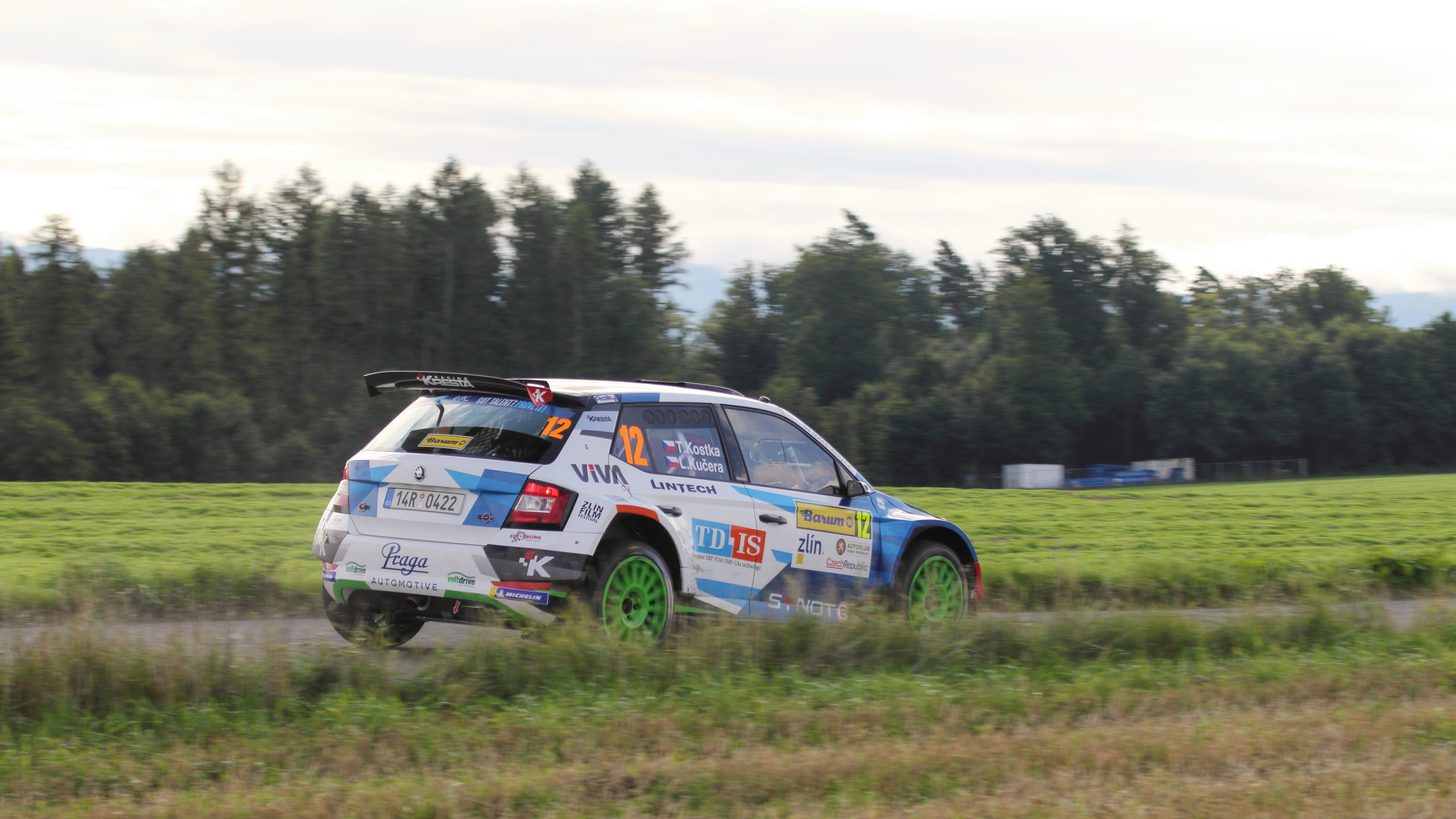
Ladislav Kučera oraz Tomáš Kostka rywalizujący Škodą Fabia Rally2 evo w Rajdzie Barum 2021
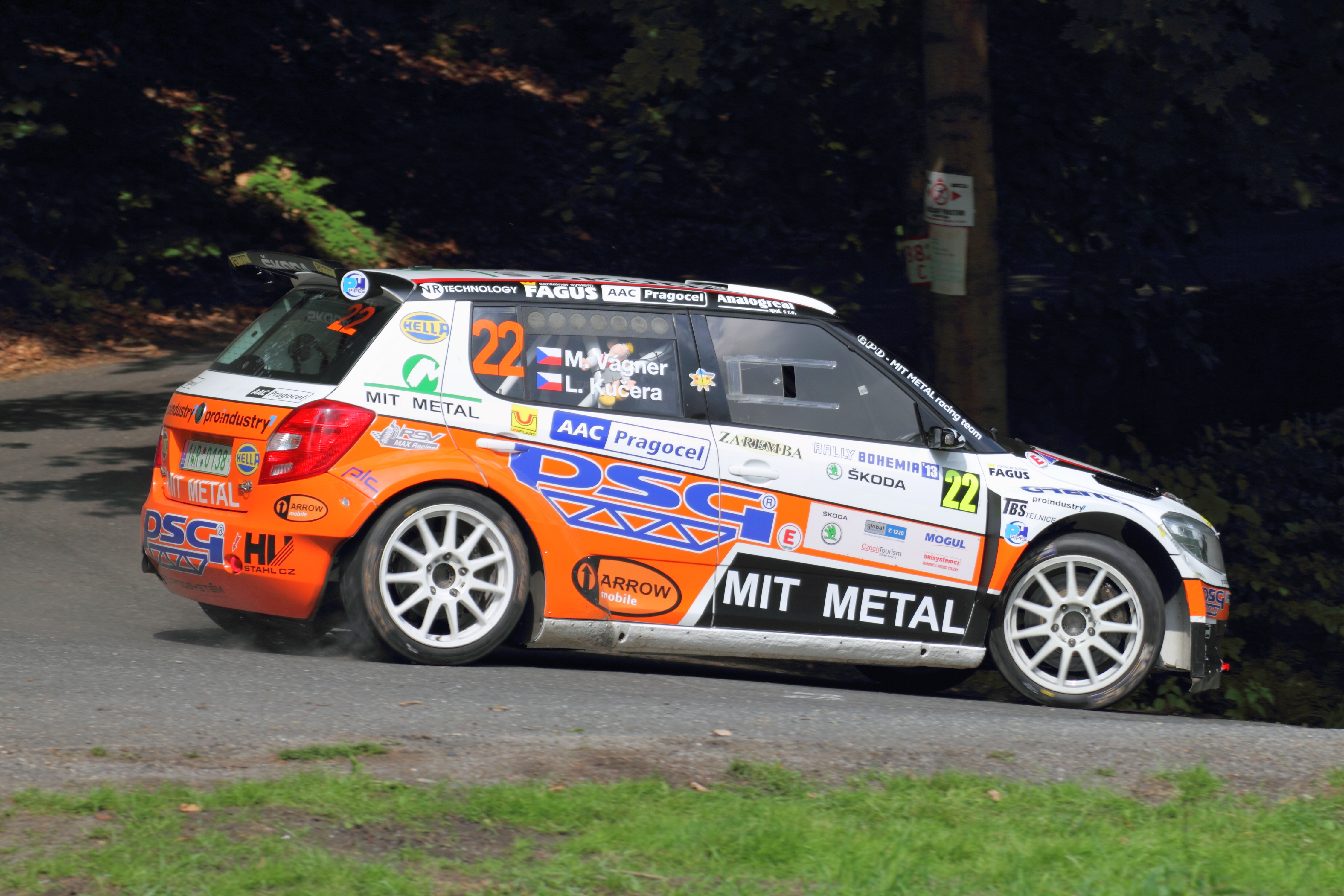
Ladislav Kučera oraz Miloš Vágner rywalizujący Škodą Fabia S2000 w Rajdzie Bohemia 2013